# Omphalodes rupestris
Omphalodes rupestris là loài thực vật có hoa trong họ Mồ hôi. Loài này được Rupr. ex Boiss. mô tả khoa học đầu tiên năm 1875.